# Distretto di Mambwe
Il distretto di Mambwe è un distretto dello Zambia, parte della Provincia Orientale.
Il distretto comprende 13 ward:
- Chikowa
- Chipapa
- Jumbe
- Kakumbi
- Kasamanda
- Malama
- Mdima
- Mnkhanya
- Mphomwa
- Msoro
- Ncheka
- Nsefu
- Nyakatokoli